# 馬爾托韋 (丘胡伊夫區)
49°56′39″N 36°58′10″E / 49.94417°N 36.96944°E
馬爾托韋（烏克蘭語：Мартове）是位於烏克蘭東部的村莊，由哈爾科夫州丘胡伊夫区的佩切尼希市鎮負責管轄。該村始建於1666年，面積2.43平方公里，海拔高度105米，2001年人口2,234，人口密度每平方公里2.43人。